# Some Voices (película de 2000)
Some Voices —en España Algunas Voces— es una película británica del año 2000 dirigida por Simon Cellan-Jones y adaptada para la pantalla por Joe Penhall, de su obra original de teatro. Protagonizada por Daniel Craig, David Morrissey y Kelly Macdonald.
Primer largometraje por Cellan Jones, un renombrado director de televisión respetado para su trabajo y ganador de un BAFTA por la serie Our Friends in the North (Nuestros Amigos en el Del norte).

## Argumento
La historia de Ray, un joven enigmático y encantador esquizofrénico que sale de un hospital psiquiátrico para quedar al cuidado de su ocupado y superprotector hermano, Pete.
Las cosas empiezan bien, pues Ray se esfuerza en ayudar a Pete en todos los aspectos de su vida: trabajo, hogar, vida amorosa... con resultados cómicos; pero cuando Ray se enamora perdidamente de Laura, una disparatada chica escocesa, con sus propios problemas emocionales, el frágil equilibrio que él ha empezado a disfrutar tambalea y los acontecimientos entran en una dinámica que escapa de sus manos...

## Reparto
- Daniel Craig – Ray
- Kelly Macdonald – Laura
- David Morrissey – Pete
- Julie Graham – Mandy
- Peter McDonald – Dave
- Nicholas Palliser – Amigo
- Edward Tudor Pole - vendedor

## Banda sonora
- "Speed of the Sound of Loneliness" @– Alabama 3
- "Rake It In" – Imogen Heap
- "This Is the Tempo " - Coche de Robo Magnífico
- "Was My Number" – Toots & el Maytals
- "Goodbye Girl" – Squeeze
- "Il ragazzo della Vía Gluck" (Versión francesa "La Maison ou j'ai grandi)" - Françoise Hardy

## Premios
- 2000 British Independent Film Awards: Ganadora del British Independent Film Award y Mejor Actor.[2]
- 2000 Dinard British Film Festival: Ganadora del Kodak Award por Mejor Cinematografía.[2]
- 2000 Cannes: Selección Oficial[2]